# Departure Lake
Pour les articles homonymes, voir Departure.
Departure Lake est une localité canadienne située dans le territoire non organisé de Cochrane, Unorganized, North Part dans le district de Cochrane dans la province de l'Ontario. Elle est située sur l'autoroute 11 à l'est de Gregoires Mill et à l'ouest de Smooth Rock Falls.

## Annexe